# Colobanthera
Colobanthera là một chi thực vật có hoa trong họ Cúc (Asteraceae).

## Loài
Chi Colobanthera gồm các loài: